# Carlos Alberto Silva
Carlos Alberto Silva est un entraîneur brésilien de football, né le 14 août 1939 à Bom Jardim de Minas (Minas Gerais) et mort le 20 janvier 2017 à Belo Horizonte (Minas Gerais).
Il a notamment été sélectionneur de l'équipe de Brésil en 1987 et 1988, avec laquelle il décrocha la médaille d'argent aux Jeux olympiques de Séoul en 1988.

## Palmarès
- Championnat du Brésil en 1978
- Championnat Paulista en 1980 et 1989
- Championnat Mineiro en 1981
- Championnat du Japon en 1990
- Championnat du Portugal en 1992 et 1993
- Vainqueur de la Supercoupe du Portugal en 1991